# گییر
گییر (به هلندی: Geer) یک منطقهٔ مسکونی در هلند است که در زیدریک واقع شده‌است. گییر ۶۰ نفر جمعیت دارد.